# Pierre Cardin

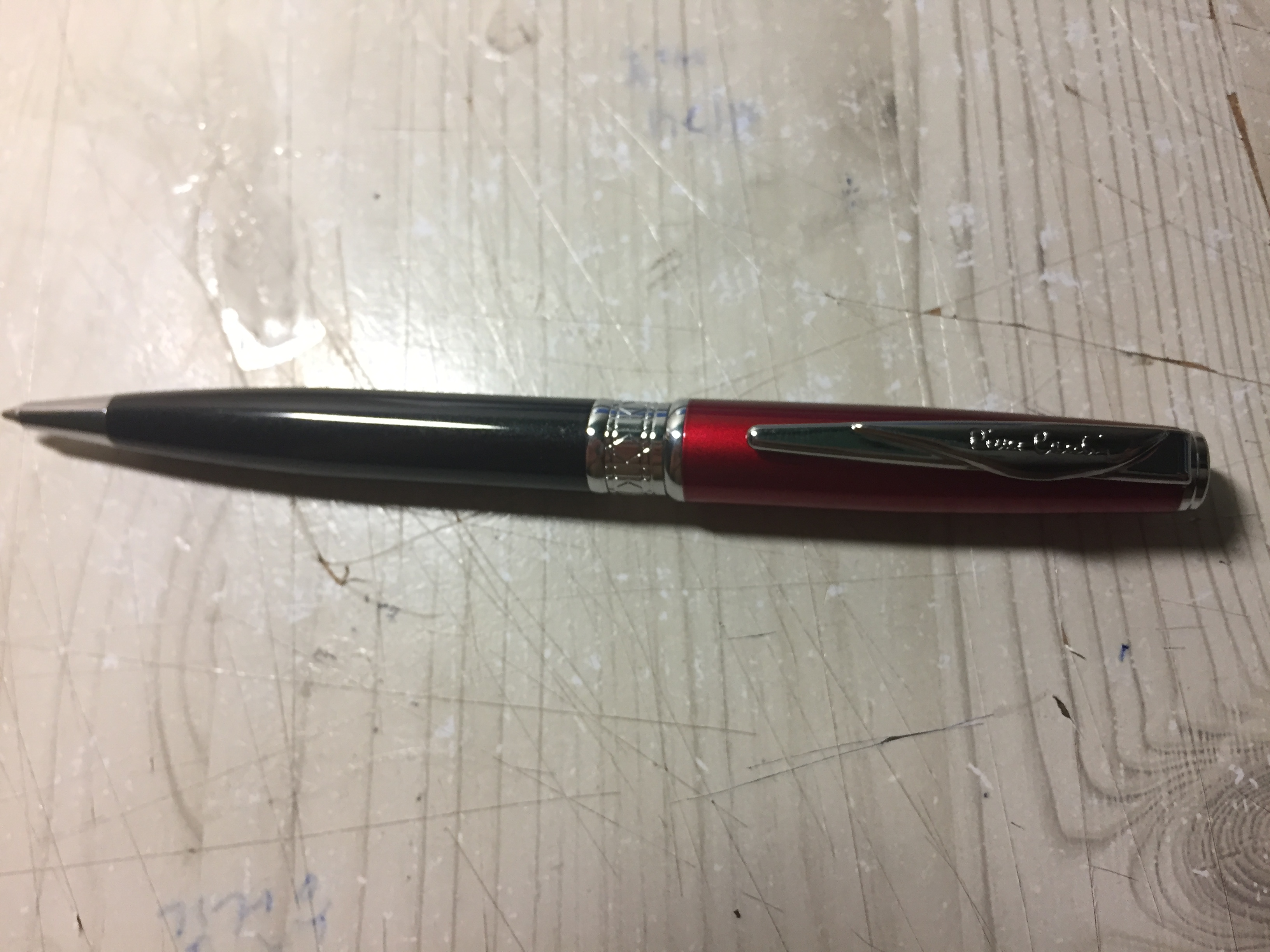
Pierre Cardin golyóstoll

Pierre Cardin, eredeti nevén Pietro Cardini (San Biagio di Callalta, Olaszország, 1922. július 2. – Párizs, 2020. december 29.) francia divattervező és divatháztulajdonos.

## Élete és divatháza
Cardin egy borkereskedő hetedik, egyben legkisebb gyerekeként született. Alighogy a háború hullámai elcsitultak, 1944-ben Párizsba költözött, és rajzoló lett a Paquin-divatháznál, de már rögtön lehetőséget kapott, hogy tervezhesse Jean Cocteau A szépség és a szörnyeteg c. filmjének jelmezeit (1946). A következő évtől Christian Diornál dolgozott, az aktuális női New Look-kollekcióba tervezett rövid, az alakot hangsúlyozó szoknyákat. 
Cardin az üzletszervezésben is példaadónak bizonyult, a mérvadó divattervezők közül elsőként használta márkanevét (voltaképpen személynevét) licencüzletek nyitásához, eleinte Franciaországban, majd világszerte. Ezzel az haute couture-t a szélesebb közönség számára is közelebb hozta.
Üzleti tehetsége máskülönben is egyedülálló, amennyiben a divat közvetlen területéről is elmozdult, vállalkozása karóráktól lakberendezési tárgyakon, porcelánokon, kerámiákon és bútorokon át elektromos cikkekig, autók belső térkialakításáig terjed. Már az 1970-es években kapcsolatot keresett a Kínai Népköztársasággal, egyenruhát tervezett a kínai posta, rendőrség és hadsereg számára. 1977-ben kosztümöket és koronázási ruhát készített Jean-Bédel Bokassa közép-afrikai diktátor császárrá koronázására. 1965-ös André Courrèges tervezővel közös elhíresült párizsi bemutatóján elsőként küldött gumicsizmás manökeneket a kifutóra, fényes, műanyag kabátban és nadrágban. Ugyancsak ő hozta divatba a kötényruhát.
1981-ben Párizsban megvásárolta a Maxim’s éttermet, majd továbbiakat Moszkvában, New Yorkban és Pekingben. Pierre Cardin (2007-ben) Théoule-sur-Merben élt, Cannes mellett. (Gömb alakúra kialakított szobákból álló háza maga is látványosság.) Az ő tulajdonában volt De Sade márki dél-franciaországi kastélya is.
Cardin (2007-ben) mintegy 800 céget birtokolt 180 országban, ahol mintegy 200 000-en dolgoznak, egyebek mellett négy színháza is volt (pl. a párizsi Théâtre des Ambassadeurs), de birtokolt szállodákat, kastélyokat, és médiaérdekeltségei is voltak.

## Kitüntetések
- A  Francia Köztársaság Becsületrendjének lovagja
- A Francia Köztársaság Nemzeti Érdemrendjének parancsnoka
- mint egyetlen divattervező a Francia Szépművészeti Akadémia tagja
- Az UNESCO jószolgálati nagykövete
- 1985-ben elnyerte a Divat Oscarját.